# Uli Jon Roth
Ulrich Roth (* 18. prosince 1954), také známý jako Uli Jon Roth, je německý kytarista a jeden z prvních tvůrců, kteří pomohli položit základy neoklasického metalu. Je starším bratrem dalšího kytaristy Zeno Rotha.
Na začátku 70. let založil skupinu Dawn Road. V roce 1973 se dočasně připojil ke kapele Scorpions, kde nahradil kytaristu Michaela Schenkera, který odešel do skupiny UFO. Ten měl pověst velice zručného, technického hráče a potom, co od Scorpions odešel, ukončili činnost. "Noví" Scorpions vznikli v podstatě sloučením čtyř členů skupiny Dawn Road, (Uli Jon Roth, Achim Kirschning, Francis Buchholz, Jürgen Rosenthal) s dvěma zbývajícími členy Scorpions (Rudolfem Schenkerem a Klausem Meinem ). Se Scorpions hrál Roth jako sólový kytarista a působil i jako jeden ze skladatelů, skupina tak nahrála pět vlivných desek, včetně živáku Tokyo Tapes, kterého se prodalo přes milion kusů a v několika zemích se stal zlatou deskou.
O něco později se u nahrávek Scorpions s Rothem projevil rozdílný styl skládání písní. Zatímco Rothovy songy byly ovlivněny vážnou hudbou a Jimi Hendrixem, skladby od Rudolfa Schenkera byly jasně hardrockového ražení. Od Scorpions nakonec odešel roku 1978 a poté založil vlastní skupinu Electric Sun, která vydala tři alba.

## Diskografie
Scorpions
- Fly to the Rainbow (1974) - Kytara, zpěv
- In Trance (1975) - Kytara, zpěv
- Virgin Killer (1976) - Kytara, zpěv
- Taken by Force (1977) - Kytara, zpěv
- Tokyo Tapes (live recording, 1978) - Kytara, zpěv

Electric Sun
- Earthquake (1979) - Kytara, zpěv
- Fire Wind (1981) - Kytara, zpěv
- Beyond the Astral Skies (1985) - hlavní/doprovodné vokály, kytara, klávesy, baskytara

Sólo a klasika (vydané)
- 1991 - Aquila Suite - 12 Arpeggio Concert Etudes for Solo Piano
- 1996 - Sky of Avalon - Prologue to the Symphonic Legends (se Sky Orchestra)
- 2000 - Transcendental Sky Guitar Vol. I & II
- 2003 - Metamorphosis of Vivaldi's Four Seasons (se Sky Orchestra)

Sólo a klasika (nevydané)
- 1987 - Sky Concerto
- 1992 - Europa ex Favilla (symphony)
- 1994 - Hiroshima de Profundis (symphony)
- 1996/97/98 - Requiem for an Angel (věnováno památce Monice Dannemann)